# Vallée de Ledro
La vallée de Ledro est une vallée située au sud-ouest du Trentin. Elle relie Riva del Garda, au nord du lac de Garde, à Storo, dans la vallée du Chiese.

## Géographie
La vallée est reliée, à l'ouest, à la vallée du Chiese, à travers les gorges d'Ampola situées en aval du lac d'Ampola, creusées dans la roche par le ruisseau Palvico, et à l'est à la plaine de Riva del Garda par la route du Ponale construite par Giacomo Cis au milieu des années 1800 et maintenant desservie plus confortablement par un tunnel de 3,6 km appelé Agnese en l'honneur du maire de Molina di Ledro qui s'est battu à Rome pour obtenir la conclusion des travaux et l'ouverture.

### Hydrographie
Le lac de Ledro est situé dans la zone centrale de la vallée. Il est desservi par le ruisseau Massangla. Il sert également de réservoir d'eau pour alimenter la centrale hydroélectrique de Riva del Garda. Afin de ne pas gaspiller l'électricité produite en surabondance par les centrales thermiques la nuit, celle-ci est utilisée pour faire fonctionner de puissantes pompes à haute charge hydraulique qui renvoient l'eau du lac de Garde au lac de Ledro.

## Histoire
Les maisons sur pilotis du lac de Ledro témoignent d'une forte présence humaine dans la vallée dès la fin du Néolithique et de l'Énéolithique. Celles-ci ont été découvertes à l'automne 1929, lorsque le niveau du lac a été abaissé pour les travaux d'admission de la centrale hydroélectrique en construction à Riva del Garda. Plus de 10 000 poteaux ont émergé, attestant de l'une des plus grandes stations préhistoriques découvertes jusque-là en Italie et l'un des témoignages les plus importants d'Europe.